# 拉瓦利达尔卡拉
拉瓦利达尔卡拉，是西班牙巴伦西亚自治区阿利坎特省的一个市镇。总面积24km2，总人口166人（2001年），人口密度7人/km2。